# Myriam Klink

Myriam Klink, en arabe : ميريام كلينك, est une mannequin libanaise et serbe mais aussi une chanteuse et une activiste qui a suscité la controverse en raison de ses tenues vestimentaires et ses clips,. Elle accède à la notoriété en interprétant à la télévision libanaise, une chanson parodique titrée antar (nom commun pour les chats au Liban) : son interprétation sera jugée trop érotique et provocante, « dansant comme un chat en chaleur », tandis que les paroles de la chanson sont vues comme faisant allusion aux parties intimes de l'artiste.

## Crédits
- (en) Cet article est partiellement ou en totalité issu de l’article de Wikipédia en anglais intitulé « Myriam Klink » (voir la liste des auteurs).